# Río Bujtarma
El río Bujtarmá, también transcrito como Buhtarm, Boukhtarma o Bucharma (del ruso: Бухтарма́), es un río de Kazajistán que discurre por el oblys de Kazajistán Oriental, uno de los afluentes más abundantes del río Irtysh, donde desagua por la margen derecha. Se trata de un subafluente del río Obi y su cuenca limita con la rusa república de Altái.

## Geografía

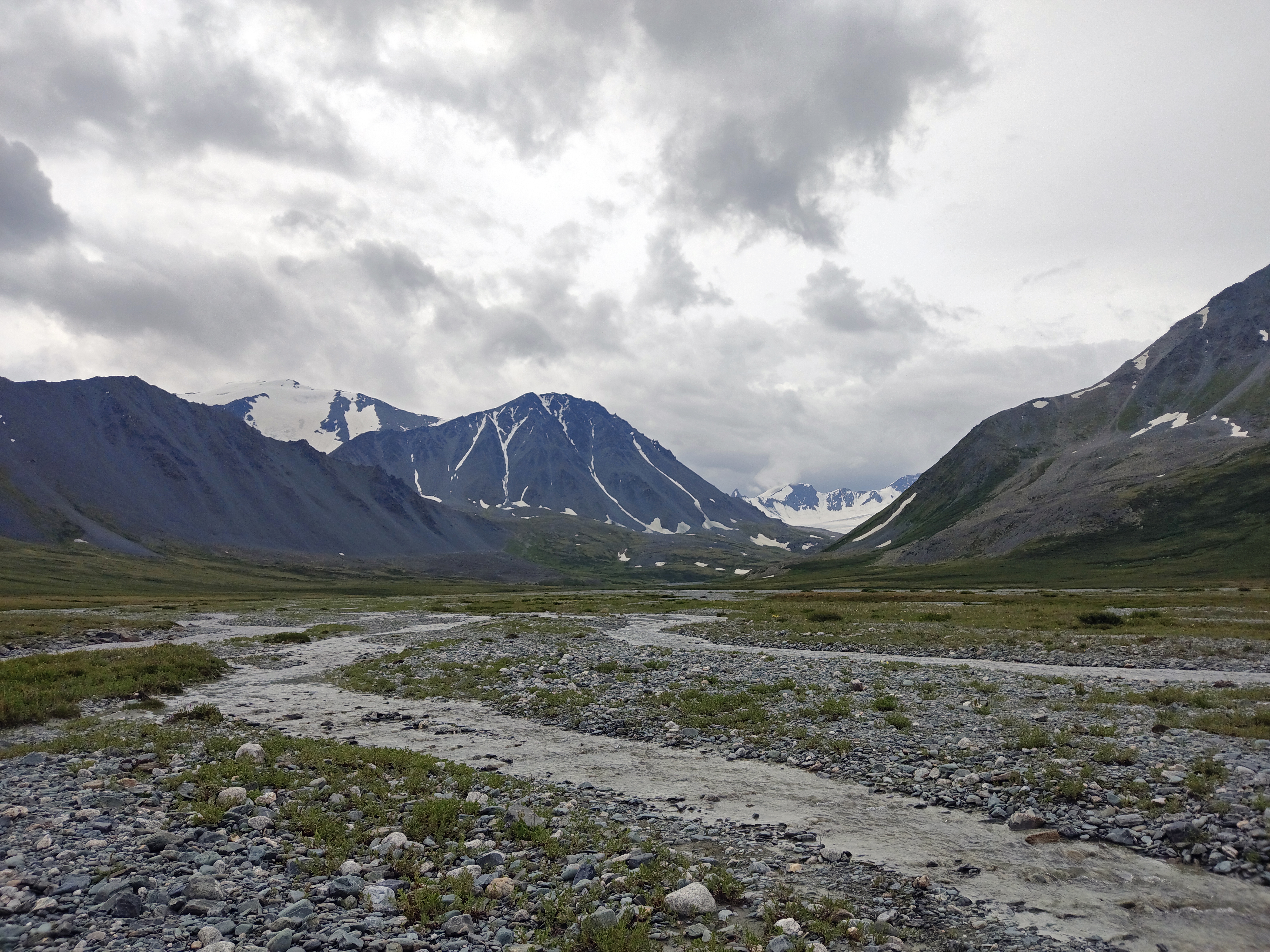
Nacimiento del río Bujtarma en la meseta de Ukok, al fondo las montañas nevadas de la cordillera de Altai.

El río tiene una longitud de 336 km y drena una cuenca de 12.660 km².
El río nace de los glaciares y campos de nieve de las altas montañas del macizo de Altái meridional y occidental, y fluye en dirección general hacia el oeste. Desemboca por la margen derecha del Irtysh, el territorio de Kazajistán en el embalse de Bujtarmá.

### Afluentes
Sus principales afluentes son:
- Bélaya Bérel (Белая Берель), de 115 km de longitud y con una cuenca de 1040 km²;
- Chernovaya (Черновая)
- Bélaya (Белая)
- Turgusun (Тургусун), de unos 70 km y 1300 km².

## Hidrometría
El caudal del río ha sido observado durante 34 años (en el período 1954-1987) en la estación hidrométrica de Lesnaya Pristan, situada a 16 km aguas arriba de su confluencia con el río Irtysh, a 422 metros de altitud.
El caudal interanual medio o módulo observados en Lesnaya Pristan durante este período fue de 203 m³/s para una superficie drenada de 10 700 km², más o menos el 85 % de toda la cuenca del río. La superficie estudiada no incluye la importante cuenca del Turgusun (más 45 m³/s) ni de otros afluentes abundantes. La lámina de escorrentía en esta cuenca es de 598 milímetros por año, que puede considerarse muy alta.
Río de alta montaña, alimentado en parte por el deshielo, el Bujtarmá es un río de régimen nivo-pluvial, que presenta globalmente dos temporadas. Las aguas altas corren desde la primavera hasta el fin del otoño, desde el mes de mayo a octubre. El flujo máximo se produce entre mayo y junio y corresponde a la fusión de la nieve y del hielo en los picos de la cuenca. Durante todo el verano, el caudal disminuye gradualmente mientras se mantiene lo suficientemente alto. A partir de noviembre, el caudal del río baja rápidamente, lo que lleva a la época de estiaje. Esto ocurre de diciembre a marzo inclusive.
El caudal medio mensual observado en febrero (mínimo de estiaje) es de 32.2 m³/s, un 6 % de la tasa promedio del mes de mayo (537 m³/s), lo que subraya la amplitud de las variaciones estacionales. En el período de observación de 34 años, el caudal mínimo mensual fue de 12.1 m³/s en enero de 1971, mientras que el caudal máximo mensual fue 904 m³/s en julio de 1969. Considerando únicamente el periodo estival, libre de hielos (de mayo a octubre incluido), el caudal mínimo mensual observado en verano fue de 61.2 m³/s en octubre de 1981, que aún era muy confortable.
| Caudal medio mensual del Bujtarmá en la estación hidrométrica de Lesnaya Pristan (Cuenca drenada 10.700 km². Datos calculados para el período 1954-1987, en m³/s) |
| |